# Alois Schifferle
Alois Schifferle (* 1945 in Leuggern, Kanton Aargau) ist ein schweizerisch-deutscher römisch-katholischer Theologe und Hochschullehrer.

## Leben
Nach seiner Schulzeit war Schifferle erst in einer Gärtnerei tätig und absolvierte dann von 1962 bis 1965 eine Verwaltungslehre. 1970 machte er Abitur am Friedrich-Spee-Kolleg in Neuss und studierte Theologie und Philosophie an der Universität Münster und der Universität Innsbruck. Danach war Schifferle 1978 und 1979 als katholischer Religionslehrer in Warendorf angestellt. 1981 promovierte er und wurde zum römisch-katholischen Priester geweiht. Es folgte eine Anstellung als Vikar in Binningen, Kanton Basel-Landschaft. In Freiburg/Schweiz arbeitete Schifferle 13 Jahre lang als Universitätspfarrer. und habilitierte sich 1993. 1999 erhielt Schifferle eine Anstellung als Hochschullehrer für Pastoraltheologie und Homiletik an der Theologischen Hochschule Chur. Von 1998 bis 2011 war Schifferle als Hochschullehrer an der Universität Eichstätt beschäftigt, wo er von 2001 bis 2005 auch Dekan der Theologischen Fakultät war. 2011 wurde er emeritiert.
Schifferle schreibt Artikel in Fachzeitschriften und Bücher zu Themen der Pastoraltheologie, der Kirchenstruktur und der Piusbruderschaft.

## Werke (Auswahl)
- Wage Dein Leben, Academic Press, Freiburg/Schweiz 2011
- Die Pius-Bruderschaft. Informationen – Positionen – Perspektiven, Kevelaer 2009[2]
- Himmelwärts geerdet. Betrachtungen zum Vaterunser, Freiburg/Schweiz 2006
- Gerechtigkeit für die Mütter, in:  Der Prediger und Katechet 144, Donauwörth 2005, S. 449–451
- Mario von Galli. Leben und Werk. Einblicke in eine biographisch-werkgeschichtliche Entwicklung, Freiburg/Schweiz 1994
- Bewahrt die Freiheit des Geistes. Zur kirchlichen Kontroverse um Tradition und Erneuerung, Freiburg im Breisgau 1990
- Marcel Lefebvre, Ärgernis und Besinnung. Fragen an das Traditionsverständnis der Kirche, Kevelaer 1983; 2. Auflage, 1984; zugleich: Münster/Westfalen, Universität, Dissertation, 1981